# Chunellidae
Chunellidae Kükenthal, 1902 è una famiglia di ottocoralli dell'ordine Pennatulacea.

## Descrizione
La famiglia comprende specie coloniali costituite da un lungo rachide centrale con polipi distanziati, disposti in gruppi di due o tre.

## Tassonomia
La famiglia comprende tre generi monospecifici:
- Amphiacme Kükenthal, 1903
  - Amphiacme abyssorum (Kükenthal, 1902)
- Chunella Kükenthal, 1902
  - Chunella gracillima Kükenthal, 1902
- Porcupinella López-González & Williams, 2011
  - Porcupinella profunda López-González & Williams, 2011